# Софія Гессен-Кассельська
Софія Гессен-Кассельська (нім. Sophie von Hessen-Kassel), (нар. 12 вересня 1615 — пом. 22 листопада 1670) — ландграфиня Гессен-Кассельська з Гессенського дому, донька ландграфа Гессен-Кассельського Моріца Вченого та графині Нассау-Ділленбурзької Юліани, дружина графа Шаумбург-Ліппського Філіпа I.

## Біографія

### Дитинство та юність
Народилась 12 вересня 1615 року у Касселі. Була восьмою дитиною та п'ятою донькою в родині правлячого ландграфа Гессен-Касселю Моріца Вченого та його другої дружини Юліани Нассау-Ділленбурзької. Мала рідних старших братів: Філіпа, Германа та Моріца, й сестер: Аґнесу, Юліану, Сабіну та Магдалену, а також трьох єдинокровних сиблінгів від першого шлюбу батька. Згодом сімейство поповнилося шістьома молодшими дітьми, з яких дорослого віку досягли троє синів.

Софія із батьками та сиблінгами

Мешкала сім'я у міському замку Касселя. Також їм належав мисливський будиночок Вайссенштайн у лісі Хабіхтсвальд.
Кассельський двір був одним із найблискучіших у Німеччині того часу. Втім, його витрати призвели до зречення Моріца Вченого на користь сина Вільгельма у березні 1627 року. Батька не стало, коли Софії було 16 років. Матір після його смерті більше не одружувалася. Софія мешкала із нею у Нассауському дворі в Касселі. Згодом переїхали до Ротенбурзького замку.
Дівчина отримала м'яке реформатське виховання. Придворний проповідник давав їй релігійні настанови; інші предмети викладали гофмейстерина та вчителі її братів.
Після смерті Вільгельма у 1637 році регенткою Гессен-Касселю стала його удова Амалія Єлизавета Ганау-Мюнценберзька. Вона організувала шлюб Софії та забезпечила її посагом згідно з договором 1627 року.

### Шлюб
У віці 25 років принцеса стала дружиною 39-річного графа Ліппероде та Альвердіссену Філіпа I. Весілля відбулося 12 жовтня 1640 у Штадтгаґені. Оселилися молодята у Альвердіссенському замку.

У листопаді того ж року помер бездітним небіж Філіпа — Оттон V, який був графом Гольштейн-Піннебергу та Шаумбургу. Землями почала керувати матір покійного — Єлизавета цур Ліппе. У 1643 році она оголосила про передачу прав на графство Шаумбург своєму молодшому братові Філіпові. Свої претензії на території подали також Данія, Брауншвейг-Люнебург і Гессен-Кассель. Після смерті Єлизавети у червні 1646 року відбулося кілька поділов територій. За одним із них, укладеним із Гессен-Касселем 19 липня 1647 року, чоловік Софії отримав амти Штадгаген, Бюкебург, Аренсберг і Гагенбург, а також частину амта Саксенгаген, і створив нове графство Шаумбург-Ліппе. Вестфальський мир 1648 року підтвердив права Філіпа на володіння даними територіями.

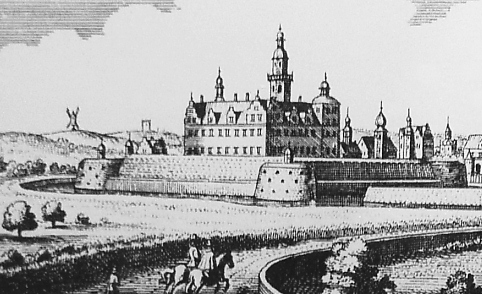
Бюккебурзький замок, 1654

Перед цим, у 1646 році, у подружжя народився первісток. Всього ж у пари було десятеро дітей. Після утворення графства столицею став Бюккебург, а резиденцією правителів — Бюккебурзький замок. Подружжя багато працювало над відновленням розорених Тридцятилітньою війною земель. У 1662 році почалося будівництво нового замку в Альвердіссені.
Софія пішла з життя 22 листопада 1670 року у Бюккебурзі. Була похована у мавзолеї церкви Святого Мартіна у Штатхагені.
Після смерті дружини Філіп I був готовий узяти шлюб із удовою Марією фон Май, уродженою Фронхорст, однак утримався від цього через заперечення синів.

## Родина
Чоловік  — Філіп I
Діти:

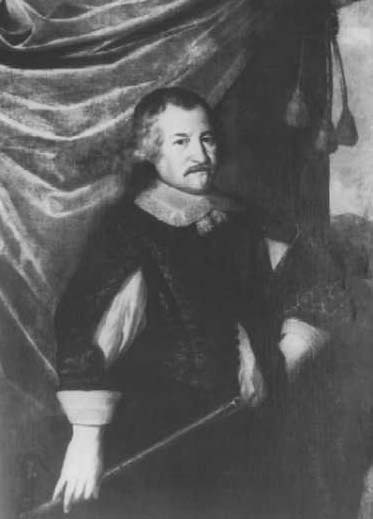
Портрет Філіпа I

- Єлизавета (27 лютого—11 липня 1646) — прожила 4 місяці;
- Елеонора Софія (1648—1671) — одружена не було, дітей не мала;
- Йоганна Доротея (1649—1695) — дружина графа Текленбургу Йоганна Адольфа, мала із ним двох доньок;
- Ядвіґа Луїза (1650—1731) — дружина герцога Шлезвіг-Гольштейн-Зондербург-Беку Августа, мала сина та доньку;
- Вільгельм Бернгард (14 вересня—6 жовтня 1651) — прожив 3 тижні;
- Єлизавета Філіпіна (1652—1703) — дружина графа Філіпа Крістофа Броннера цу Аспарн, дітей не мала;
- Шарлотта Юліана (1654—1684) — дружина графа Ганса Генріха фон Куфштайн, мала двох дітей;
- Фрідріх Крістіан (1655—1728) — граф Шаумбург-Ліппе у 1681—1728 роках, був двічі одруженим, мав шестеро дітей від першого шлюбу;
- Карл Герман (1656—1657) — прожив півроку;
- Філіп Ернст (1659—1723) — граф Ліппе-Альвердіссену у 1681—1723 роках, був одруженим з Доротеєю Амелією Шлезвіг-Гольштейн-Зондербург-Бекською, мав єдиного сина.